# Rue U Zlaté studně
 (septembre 2019).
La rue U Zlaté studně (en français, littéralement Au Puits d'Or) est une voie de Prague.
Située dans le quartier de Mala Strana à Prague, c'est une rue pittoresque, en pente et étroite, d'environ 100 mètres de long . 

## Origine du nom
Elle porte le nom d'un puits d'or situé dans la maison Renaissance du Puits d'Or, d'origine. 
Les noms de la rue ont changé au fil du temps  :
- à l'origine - "Sous les remparts du château de Prague"
- à partir du milieu du XVIIIe siècle - "Pentecôtiste"
- depuis 1871 - "Parlementaire"
- après la création de la Grande Prague en 1922 - "Au puits d'or".

## Historique
La rue tire son origine du Moyen Âge et conduisait à l'entrée sud du château de Prague. Au bout de la rue se trouve à l'origine la maison Renaissance du Puits d'Or, construite au XVIe siècle par l'architecte italien Ulrico Aostalli de Sala (en tchèque, Oldrich Avostalis). En 1820, le sculpteur tchèque Josef Malínský (1756-1827) créa un relief en fonte du puits situé au-dessus de l'entrée de la maison.
Dans la rue se trouve le célèbre hôtel U Zlaté studně, qui a été désigné en 2011 dans un sondage du portail américain TripAdvisor comme le meilleur hôtel du monde. L'hôtel dispose du restaurant Terasa u Zlaté studně, qui a remporté le sondage du Maurer Grand Restaurant 2012 comme meilleur restaurant tchèque. Cet hôtel était auparavant la résidence de l'astronome danois Tycho Brahe (1546-1601). En été, les clients de l'hôtel peuvent utiliser l'entrée privée de l'empereur Rodolphe II dans les jardins du château de Prague.

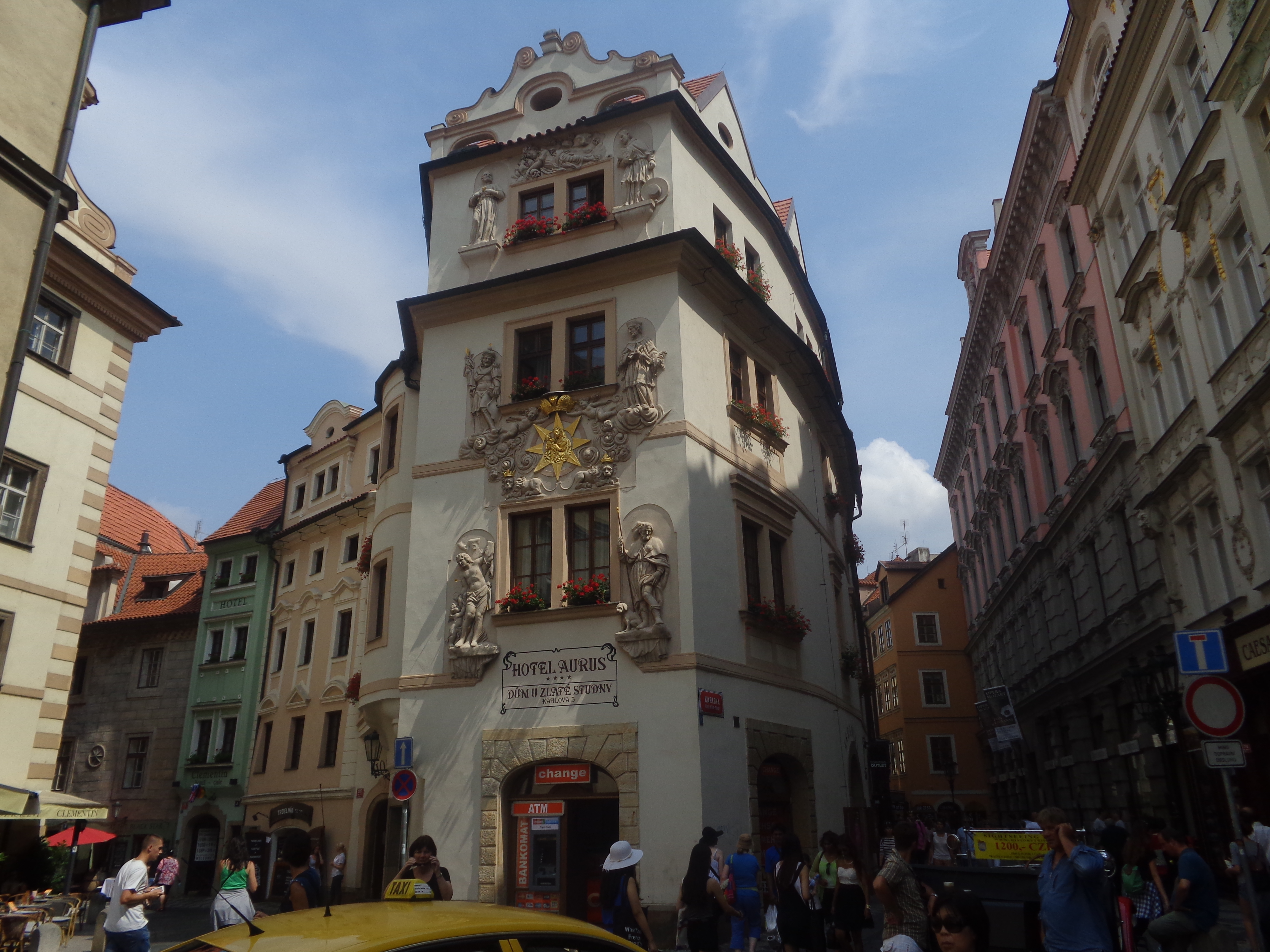
Hôtel U Zlaté studne
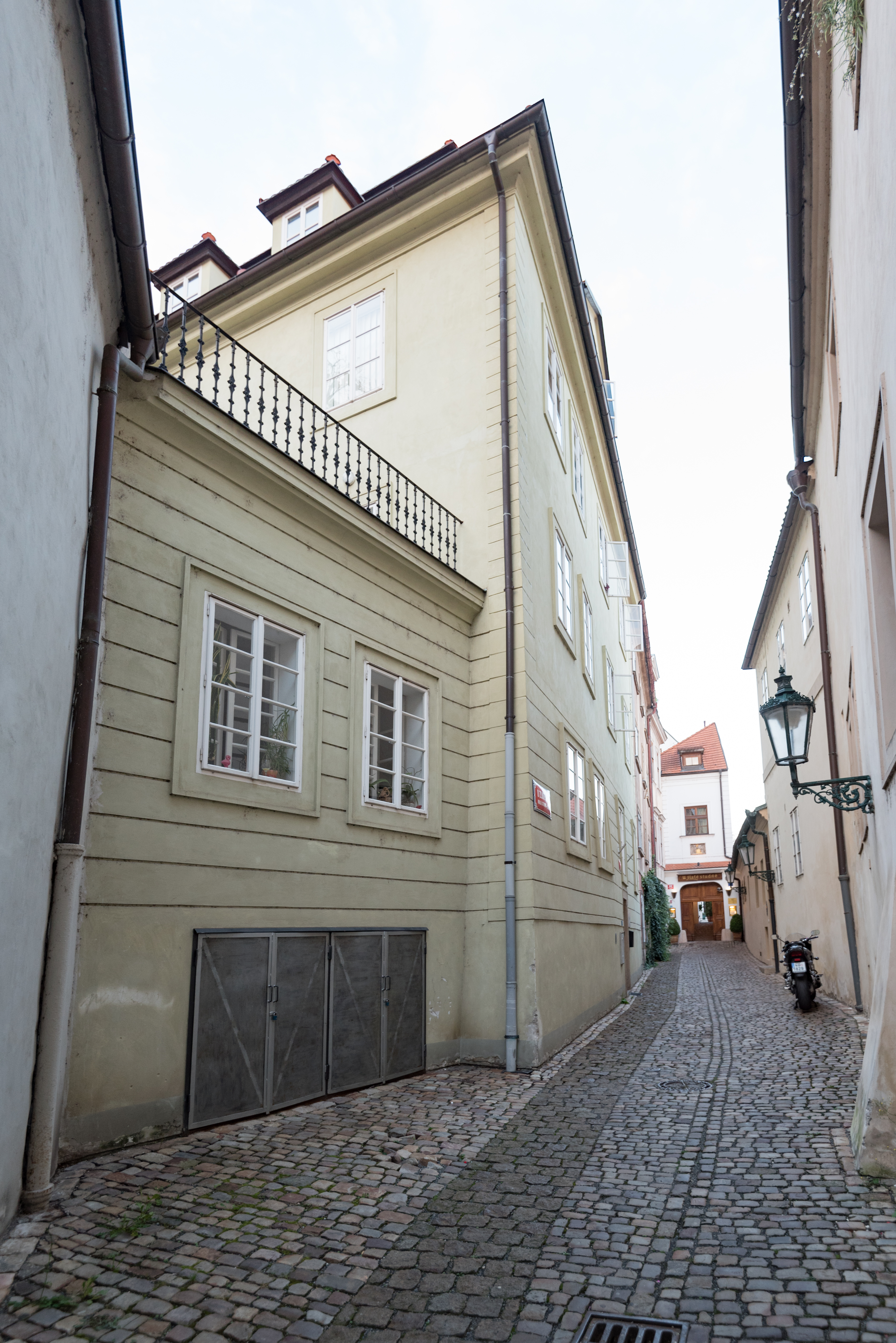
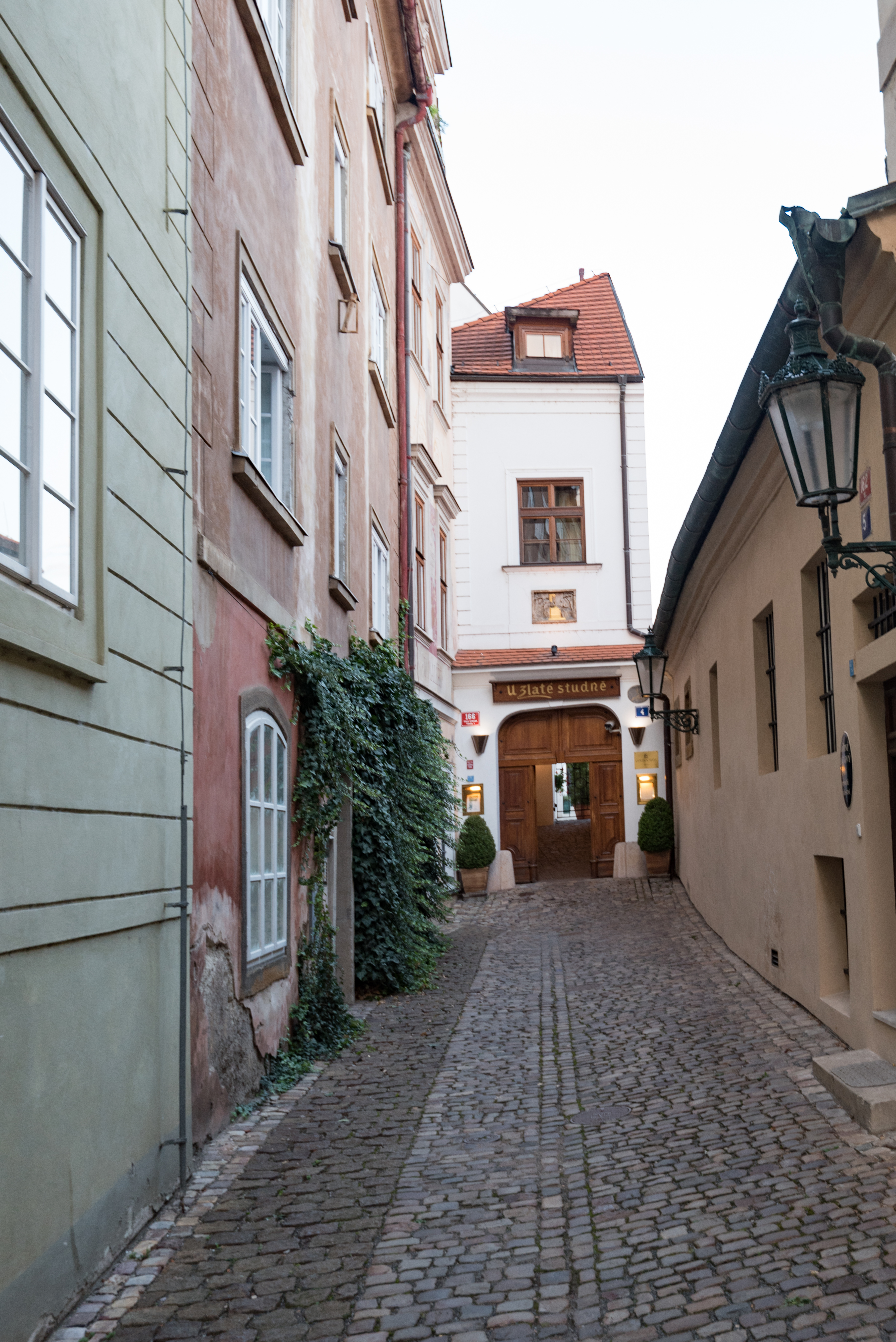
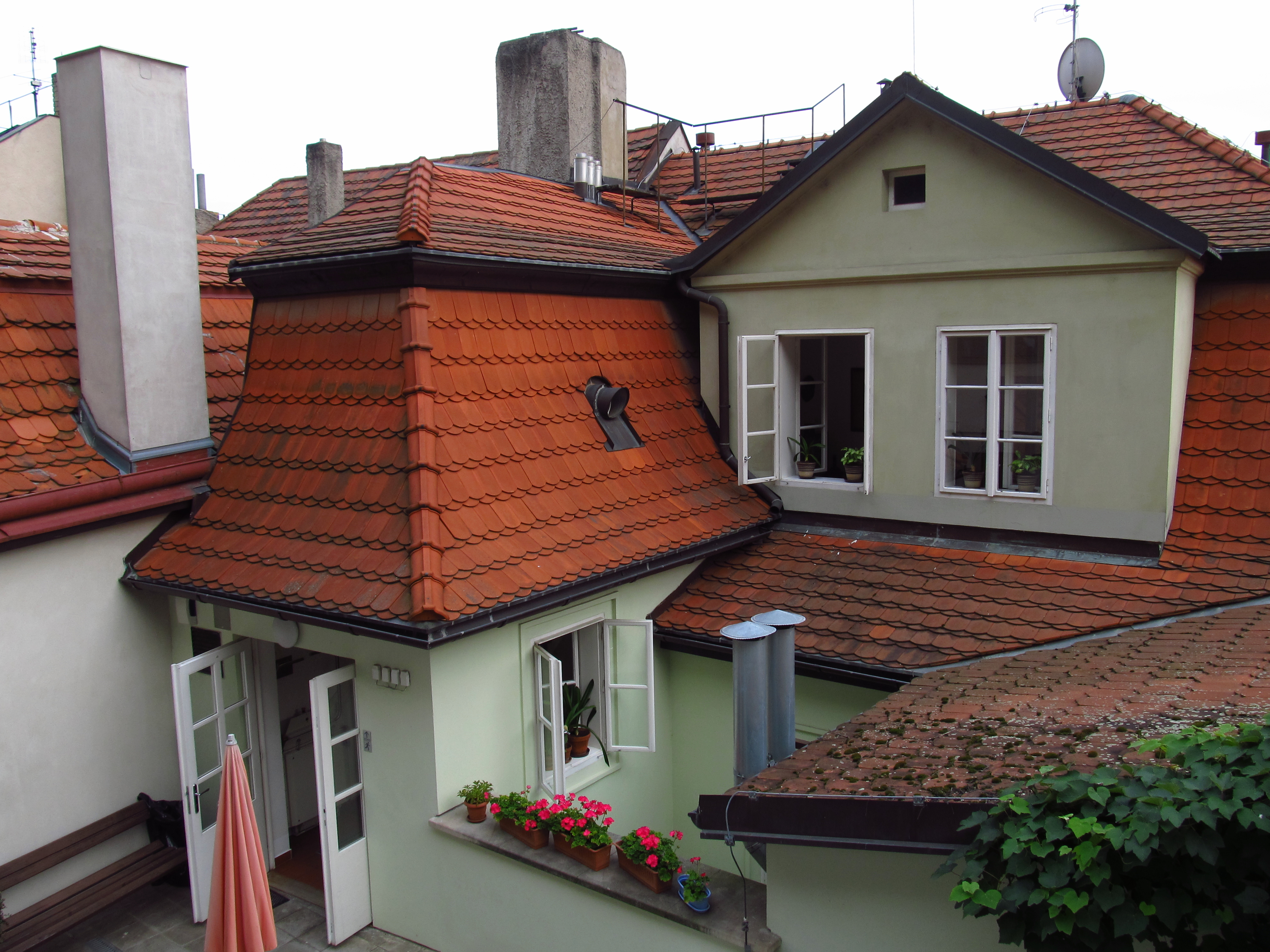
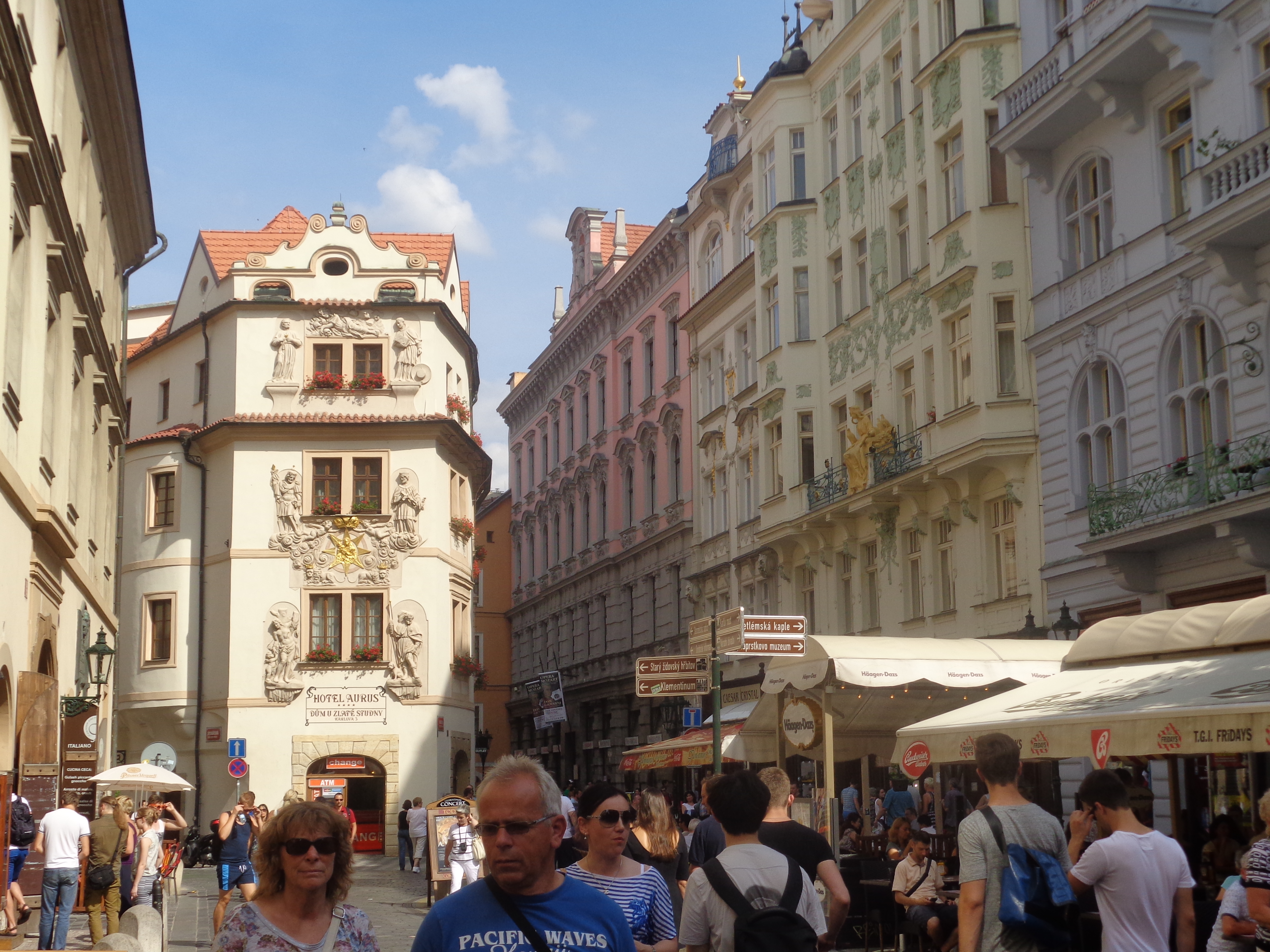
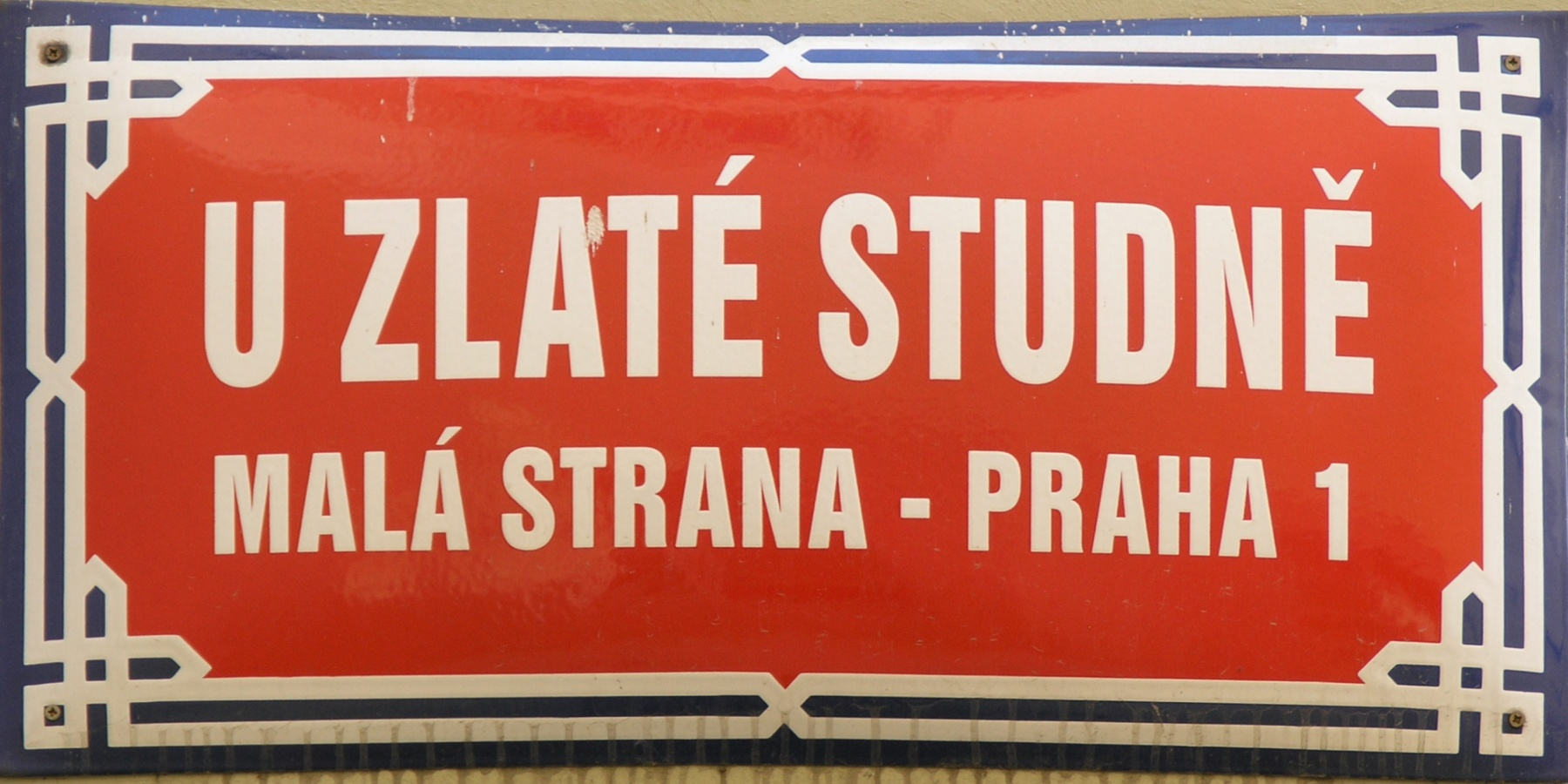
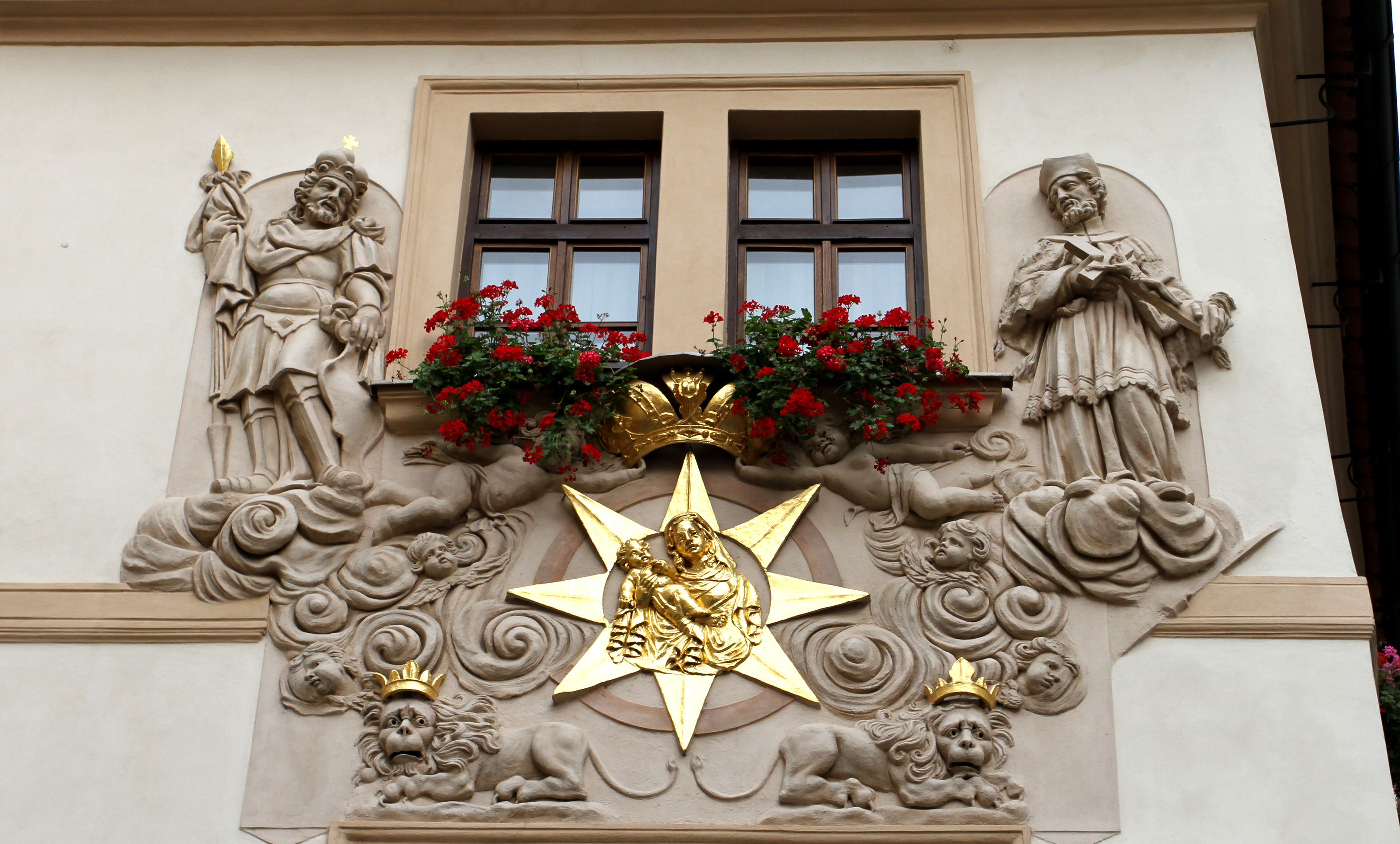
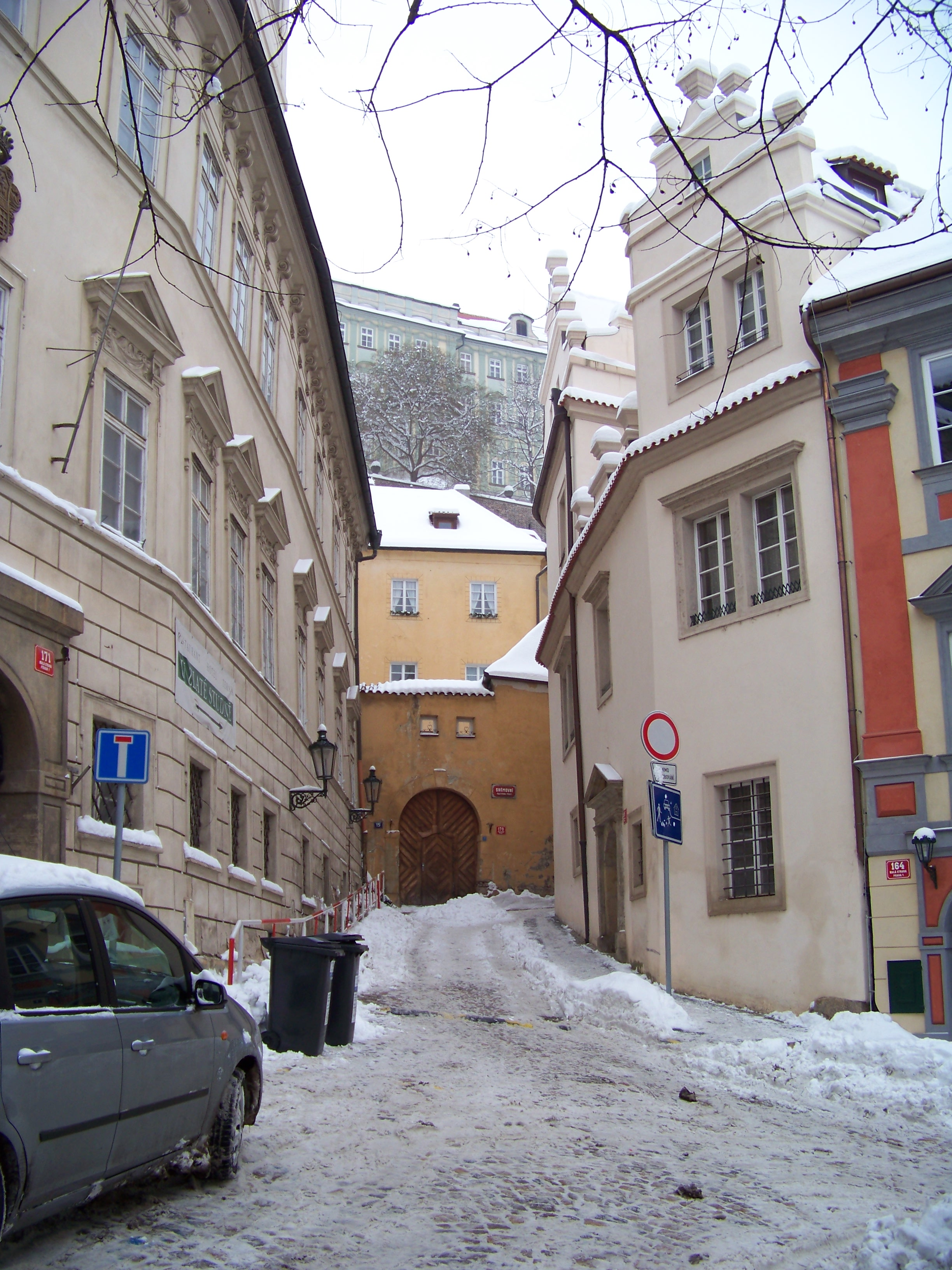

## Bâtiments remarquables et lieux de mémoire
- Centre de services sociaux - N° 1 [7]
- hôtel U Zlaté studně - N° 4 [8],[9]
- restaurant Terasa U Zlaté studně - N° 4 [10],[11]